# Garr (klan)
Garr är en klan i Liberia.   Den ligger i regionen Nimba County, i den centrala delen av landet, 230 km nordost om huvudstaden Monrovia.